# 飾圈沼麗魚
飾圈沼麗魚，為輻鰭魚綱鱸形目隆頭魚亞目慈鯛科的其中一種，分布於非洲坦干伊喀湖流域，為特有種，體長可達8.6公分，棲息在水質混濁中底層水域，屬雜食性，生活習性不明，可作為觀賞魚。

## 擴展閱讀
維基物種上的相關：飾圈沼麗魚